# Katako (Kamsar)
Katako (également orthographié Kataco) est un village Baga, de la sous-préfecture de Kamsar en république de Guinée.

## Religion
Plusieurs religions cohabitent dans le village, notamment le christianisme et l'islam.
Le village abrite la mission catholique de Katako, dit également Katace,, dont le cardinal Robert Sarah fut le curé avant d'être nommé archevêque de Conakry en 1979.

## Éducation
Le village accueille l'école catholique Saint Gabriel, de l'institution chrétienne des Frères de Saint-Gabriel.

## Santé
Le centre de santé de Katako permet une offre de soins accessibles à tous les habitants de la sous-préfecture de Kamsar.